# Pasaje de Tasmania

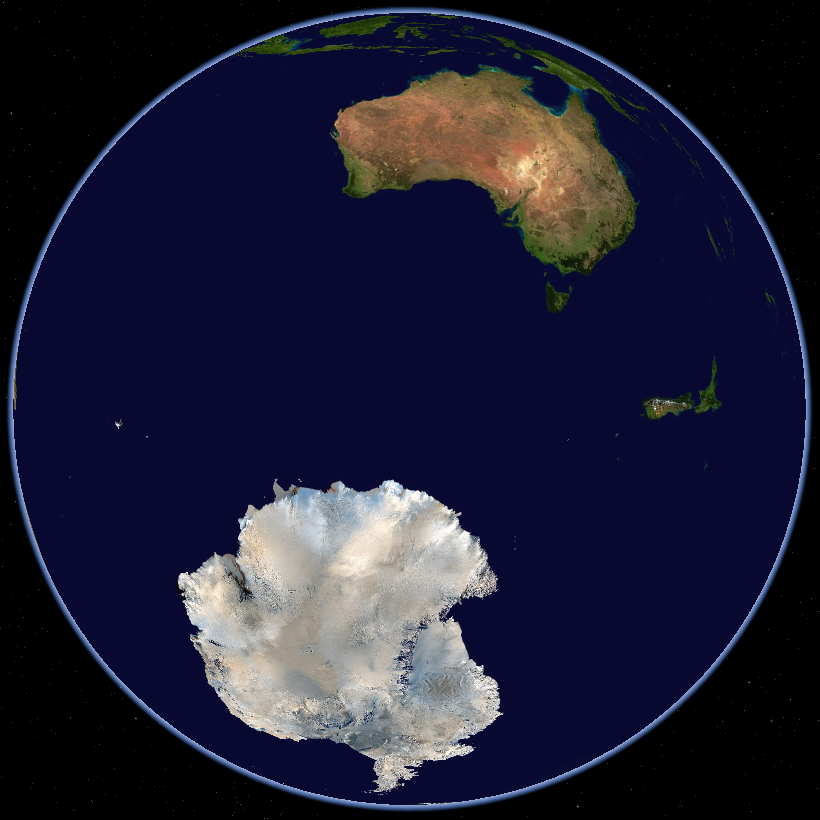
Masa oceánica entre Australia y la Antártica

El Pasaje de Tasmania es el nombre del pasaje oceánico formado a partir de la separación de las placas continentales de Australia y Antártida hace 30-40 Ma.
Se abrió a la circulación del agua aproximadamente hace 33.5 Ma. El Pasaje de Tasmania conecta el Océano Índico con el Océano Pacífico al sur de Australia.
A través de la apertura del Pasaje de Drake y el Pasaje de Tasmania, la Corriente Circumpolar Antártica pudo formarse al inicio del Oligoceno, reemplazando las condiciones Cretácicas de flujo ecuatorial circumpacial. Esta aparición de la corriente circumpolar provocó el aislamiento térmico de la Antártida, ya que el intercambio con aguas cálidas ecuatoriales se redujo considerablemente. Como consecuencia, se desarrolló la criósfera de la Antártida, lo que marcó el inicio de la Edad de Hielo del Cenozoico Tardío, también conocida como la actual era del hielo.